# Íñigo Cuesta

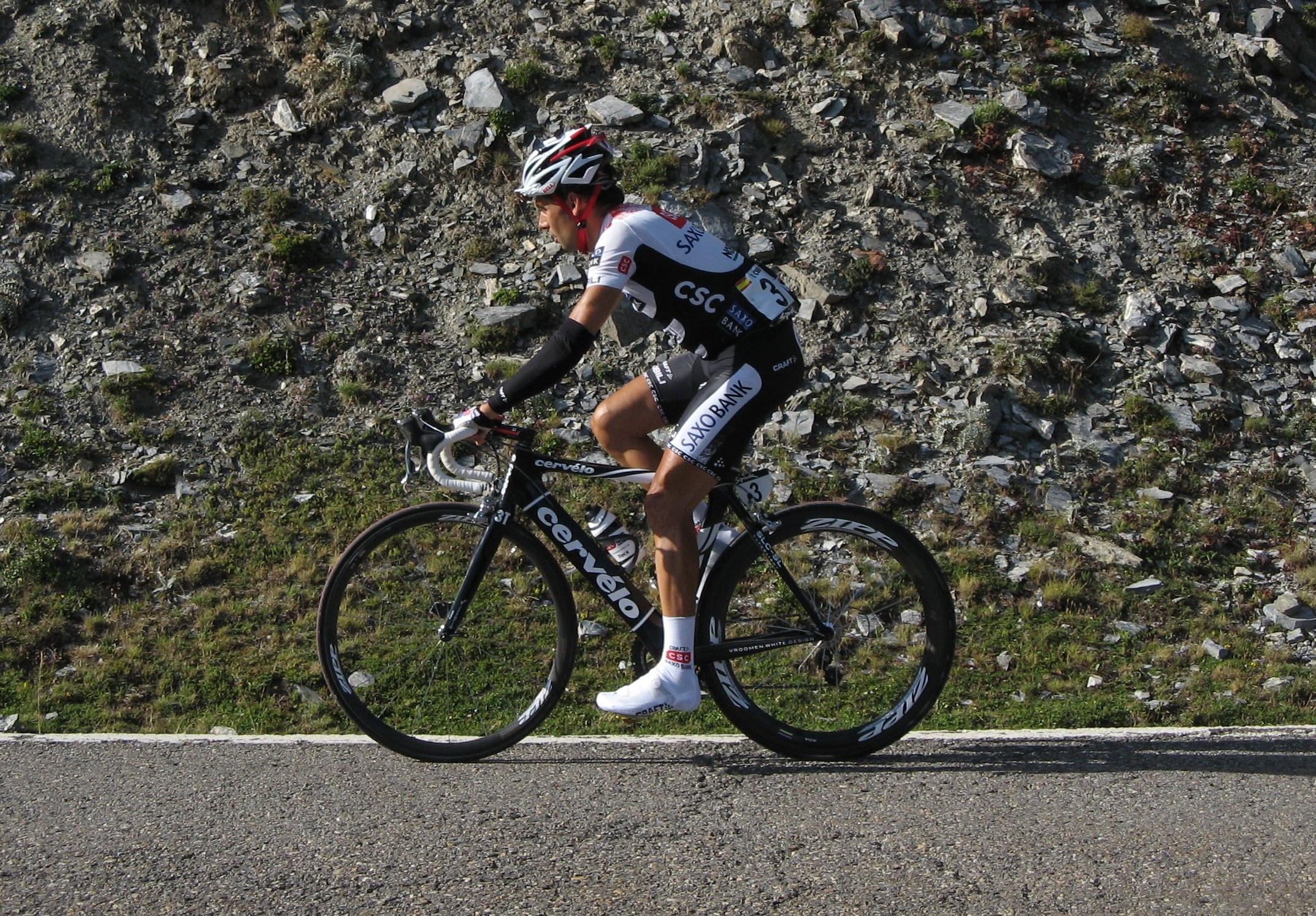
Íñigo Cuesta en la Vuelta ciclista a España 2008.

Íñigo Cuesta López de Castro (Villarcayo, Burgos, 3 de junio de 1969) es un exciclista español, vencedor en una ocasión de la Vuelta al País Vasco. Fue uno de los ciclistas más longevos del pelotón profesional y el corredor que más Vueltas a España ha disputado ininterrumpidamente (17, de 1994 a 2010), teniendo en esa última edición el honor de llevar el dorsal número 1 como homenaje que le realizó la organización de la carrera.
Formado en Vizcaya, fue ciclista profesional desde 1994 hasta 2011. Tuvo buenas dotes tanto en contrarreloj como en montaña, aunque nunca lo demostró al nivel de las Grandes Vueltas debido a su posición de gregario. Su mejor resultado lo consiguió en la Vuelta a España 2001, donde quedó en el puesto 13º.
Su gran triunfo fue la Vuelta al País Vasco en 1998 cuando corría bajo las órdenes del equipo ONCE. Tras varios equipos, en 2006 fichó por el equipo Team CSC, para actuar como gregario de Carlos Sastre. En 2009, volvió a seguir a su jefe de filas Carlos Sastre al Cervélo Test Team.
En 2011 fichó por el modesto Caja Rural. Corrió su última carrera como profesional el 7 de agosto de 2011 en la última etapa de la Vuelta a Burgos.

## Palmarés
1998
- Vuelta al País Vasco

2000
- 1 etapa de la Dauphiné Libéré

2005
- 1 etapa de la Volta a Cataluña

## Resultados en Grandes Vueltas y Campeonatos del Mundo
Durante su carrera deportiva consiguió los siguientes puestos en las Grandes Vueltas y en los Campeonatos del Mundo en carretera:
| Carrera         | Carrera         | 1994 | 1995 | 1996 | 1997 | 1998 | 1999 | 2000 | 2001 | 2002 | 2003  | 2004 | 2005 | 2006  | 2007 | 2008 | 2009 | 2010 | 2011 |
| --------------- | --------------- | ---- | ---- | ---- | ---- | ---- | ---- | ---- | ---- | ---- | ----- | ---- | ---- | ----- | ---- | ---- | ---- | ---- | ---- |
|                 | Giro de Italia  | —    | —    | —    | —    | —    | 72.º | —    | —    | —    | —     | —    | —    | 52.º  | —    | —    | —    | 85.º | —    |
|                 | Tour de Francia | —    | —    | Ab.  | 70.º | —    | —    | —    | 63.º | 49.º | 127.º | —    | —    | —     | 51.º | —    | 87.º | —    | —    |
|                 | Vuelta a España | 15.º | Ab.  | 46.º | 60.º | 52.º | 45.º | Ab.  | 13.º | Ab.  | 22.º  | Ab.  | 30.º | 27.º  | 41.º | 37.º | 35.º | 26.º | —    |
| Mundial en Ruta | Mundial en Ruta | Ab.  | —    | 31.º | —    | —    | —    | —    | Ab.  | —    | Ab.   | —    | —    | 115.º | —    | —    | —    | —    | —    |

—: no participa

Ab.: abandono

## Equipos
- Euskadi (1994-1995)
- ONCE (1996-2000)
- Linda McCartney Cycling Team (2001)[3]
- Cofidis (2001-2004)[4]
- Saunier Duval (2005)
- Team CSC (2006-2008)
- Cervélo Test Team (2009-2010)
- Caja Rural (2011)